# Dyckia brachyphylla
Espèce
Classification APG III (2009)
Dyckia brachyphylla est une espèce de plantes de la famille des Bromeliaceae, endémique du Brésil et décrite en 1970.

## Distribution
L'espèce est endémique de l'État de Minas Gerais dans le centre-est du Brésil.

## Description
Selon la classification de Raunkier, l'espèce est chamaephyte ou hémicryptophyte.